# 山中未久
山中未久(やまなか みく、1993年12月5日 - )は、静岡県焼津市出身の女子相撲選手である。
静岡県立静岡商業高等学校、立命館大学スポーツ健康科学部卒業。現在は立命館大学職員であり、相撲部のコーチも務めている。

## 経歴
4歳の頃に相撲を始め、小学校4年生で地元・焼津市の相撲クラブに入った。小学校5年生の時に安治川部屋(後の伊勢ヶ濱部屋)の稽古見学に行き、体格が恵まれていない安馬(第70代横綱・日馬富士)が他の力士と対等に戦う姿に憧れを抱いたという。
2008年、静岡県立静岡商業高等学校に入学。女子として初めての相撲部員となり、2年生の時に全日本女子相撲選手権で初優勝した。
2011年、立命館大学スポーツ健康科学部に進学。栄養学やスポーツ心理学を学びつつ、相撲部では男子部員と同様の稽古メニューをこなして自らを鍛えた。
軽量級では国際女子相撲選抜堺大会と全国選抜女子相撲選手権で3連覇、中量級では全日本女子相撲選手権で4連覇、全日本女子相撲群上大会で5連覇、全国学生女子相撲選手権で2連覇している。無差別級でも実力を発揮し、国内外の大会で優勝・上位入賞を果たしている。
2016年、立命館大学を卒業。卒業後は大学職員として選手活動を継続しつつ、後進の指導に尽力している。

## 主な成績
- 全日本中学生女子相撲大会　60kg未満級 準優勝(2007年)
- 世界ジュニア女子相撲選手権大会 中量級 3位(2010年)
- 世界女子相撲選手権大会　軽量級 準優勝(2014年、2016年)、3位(2015年)
- 国際女子相撲選抜堺大会
  - 軽量級　優勝(2015年、2016年、2017年)、準優勝(2019年)
  - 中量級　優勝(2014年)、準優勝(2013年)
  - 無差別級　3位(2015年)
- 世界コンバットゲームズ女子　軽量級 優勝(2013年)
- アジア女子相撲選手権大会　軽量級 優勝(2014年)
- 全日本女子相撲選手権大会
  - 軽量級　優勝(2015年)、準優勝(2016年)、3位(2014年)
  - 中量級　優勝(2010年、2011年、2012年、2013年)
- 全日本女子相撲群上大会
  - 軽量級　優勝(2018年)
  - 中量級　優勝(2010年、2011年、2012年、2013年、2014年)
  - 無差別級　3位(2011年、2012年)
- 全国選抜女子相撲大会
  - 軽量級　優勝(2015年、2016年、2017年)
  - 中量級　優勝(2014年)
  - 無差別級　優勝(2015年)、準優勝(2017年)
- 全国学生女子相撲選手権大会
  - 軽量級　3位(2015年)
  - 中量級　優勝(2013年、2014年)
  - 無差別級　3位(2015年)
- 西日本選抜女子相撲大会　中量級・無差別級 優勝(2012年)
- 全日本相撲個人体重別選手権大会　シニア軽量級 準優勝(2019年)

## 出演

### テレビ番組
- アスリートの魂「前へ 道を拓（ひら）け 女子相撲 山中未久」（2015年9月26日放送、NHK BS1）
- 世界!ニッポン行きたい人応援団（2019年11月25日放送、2022年6月13日放送（2019年放送分に情報追加）テレビ東京）[7]
- ドキュメント20min.「リースおじさんの旅」（2022年5月2日放送、NHK総合）